# 14e étape du Tour d'Italie 2014
Pour un article plus général, voir Tour d'Italie 2014.
La 14e étape du Tour d'Italie 2014 s'est déroulée le samedi 24 mai 2014 entre la ville de Agliè et le Sanctuaire d'Oropa sur une distance de 164 km.

## Résultats

### Classement de l'étape
|    | Coureur           | Pays     | Équipe                       |    | Temps           |
| -- | ----------------- | -------- | ---------------------------- | -- | --------------- |
| 1  | Enrico Battaglin  | Italie   | Bardiani CSF                 | en | 4 h 34 min 41 s |
| 2  | Dario Cataldo     | Italie   | Sky                          | +  | 0 s             |
| 3  | Jarlinson Pantano | Colombie | Colombia                     |    | 7 s             |
| 4  | Jan Polanc        | Slovénie | Lampre-Merida                |    | 17 s            |
| 5  | Nicolas Roche     | Irlande  | Tinkoff-Saxo                 |    | 22 s            |
| 6  | Albert Timmer     | Pays-Bas | Giant-Shimano                |    | 26 s            |
| 7  | Emanuele Sella    | Italie   | Androni Giocattoli-Venezuela |    | 28 s            |
| 8  | Mattia Cattaneo   | Italie   | Lampre-Merida                |    | 33 s            |
| 9  | Tim Wellens       | Belgique | Lotto-Belisol                |    | 39 s            |
| 10 | Ivan Santaromita  | Italie   | Orica-GreenEDGE              |    | 54 s            |

### Points attribués
|   | Cycliste             | Pays   | Équipe                       | Points |
| - | -------------------- | ------ | ---------------------------- | ------ |
| 1 | Paolo Longo Borghini | Italie | Cannondale                   | 8      |
| 2 | Enrico Battaglin     | Italie | Bardiani CSF                 | 4      |
| 3 | Marco Frapporti      | Italie | Androni Giocattoli-Venezuela | 1      |

|    | Cycliste          | Pays     | Équipe                       | Points |
| -- | ----------------- | -------- | ---------------------------- | ------ |
| 1  | Enrico Battaglin  | Italie   | Bardiani CSF                 | 15     |
| 2  | Dario Cataldo     | Italie   | Sky                          | 12     |
| 3  | Jarlinson Pantano | Colombie | Colombia                     | 9      |
| 4  | Jan Polanc        | Slovénie | Lampre-Merida                | 7      |
| 5  | Nicolas Roche     | Irlande  | Tinkoff-Saxo                 | 6      |
| 6  | Albert Timmer     | Pays-Bas | Giant-Shimano                | 5      |
| 7  | Emanuele Sella    | Italie   | Androni Giocattoli-Venezuela | 4      |
| 8  | Mattia Cattaneo   | Italie   | Lampre-Merida                | 3      |
| 9  | Tim Wellens       | Belgique | Lotto-Belisol                | 2      |
| 10 | Ivan Santaromita  | Italie   | Orica-GreenEDGE              | 1      |

### Cols et côtes
|   | Cycliste          | Pays      | Équipe                       | Points |
| - | ----------------- | --------- | ---------------------------- | ------ |
| 1 | Tim Wellens       | Belgique  | Lotto-Belisol                | 7      |
| 2 | Danilo Hondo      | Allemagne | Trek Factory Racing          | 4      |
| 3 | Jonathan Monsalve | Venezuela | Neri Sottoli                 | 2      |
| 4 | Marco Frapporti   | Italie    | Androni Giocattoli-Venezuela | 1      |

|   | Cycliste             | Pays      | Équipe           | Points |
| - | -------------------- | --------- | ---------------- | ------ |
| 1 | Tim Wellens          | Belgique  | Lotto-Belisol    | 32     |
| 2 | Jonathan Monsalve    | Venezuela | Neri Sottoli     | 20     |
| 3 | Paolo Longo Borghini | Italie    | Cannondale       | 14     |
| 4 | Edvald Boasson Hagen | Norvège   | Sky              | 10     |
| 5 | Valerio Agnoli       | Italie    | Astana           | 7      |
| 6 | Axel Domont          | France    | AG2R La Mondiale | 4      |
| 7 | Ivan Santaromita     | Italie    | Orica-GreenEDGE  | 2      |
| 8 | Perrig Quéméneur     | France    | Europcar         | 1      |

|   | Cycliste          | Pays      | Équipe                       | Points |
| - | ----------------- | --------- | ---------------------------- | ------ |
| 1 | Nicolas Roche     | Irlande   | Tinkoff-Saxo                 | 14     |
| 2 | Tim Wellens       | Belgique  | Lotto-Belisol                | 9      |
| 3 | Jonathan Monsalve | Venezuela | Neri Sottoli                 | 6      |
| 4 | Ivan Santaromita  | Italie    | Orica-GreenEDGE              | 4      |
| 5 | Dario Cataldo     | Italie    | Sky                          | 2      |
| 6 | Emanuele Sella    | Italie    | Androni Giocattoli-Venezuela | 1      |

|   | Cycliste          | Pays     | Équipe                       | Points |
| - | ----------------- | -------- | ---------------------------- | ------ |
| 1 | Enrico Battaglin  | Italie   | Bardiani CSF                 | 32     |
| 2 | Dario Cataldo     | Italie   | Sky                          | 20     |
| 3 | Jarlinson Pantano | Colombie | Colombia                     | 14     |
| 4 | Jan Polanc        | Slovénie | Lampre-Merida                | 10     |
| 5 | Nicolas Roche     | Irlande  | Tinkoff-Saxo                 | 7      |
| 6 | Albert Timmer     | Pays-Bas | Giant-Shimano                | 4      |
| 7 | Emanuele Sella    | Italie   | Androni Giocattoli-Venezuela | 2      |
| 8 | Mattia Cattaneo   | Italie   | Lampre-Merida                | 1      |

## Classements à l'issue de l'étape

### Classement général
|    | Cycliste           | Pays      | Équipe                  |    | Temps            |
| -- | ------------------ | --------- | ----------------------- | -- | ---------------- |
| 1  | Rigoberto Urán     | Colombie  | Omega Pharma-Quick Step | en | 57 h 52 min 51 s |
| 2  | Cadel Evans        | Australie | BMC Racing              | +  | 32 s             |
| 3  | Rafał Majka        | Pologne   | Tinkoff-Saxo            |    | 1 min 35 s       |
| 4  | Domenico Pozzovivo | Italie    | AG2R La Mondiale        |    | 2 min 11 s       |
| 5  | Wilco Kelderman    | Pays-Bas  | Belkin                  |    | 2 min 33 s       |
| 6  | Nairo Quintana     | Colombie  | Movistar                |    | 3 min 04 s       |
| 7  | Fabio Aru          | Italie    | Astana                  |    | 3 min 16 s       |
| 8  | Wout Poels         | Pays-Bas  | Omega Pharma-Quick Step |    | 4 min 01 s       |
| 9  | Pierre Rolland     | France    | Europcar                |    | 5 min 07 s       |
| 10 | Robert Kišerlovski | Croatie   | Trek Factory Racing     |    | 5 min 13 s       |

### Classement par points
|   | Cycliste        | Pays   | Équipe              | Points |
| - | --------------- | ------ | ------------------- | ------ |
| 1 | Nacer Bouhanni  | France | FDJ.fr              | 251    |
| 2 | Giacomo Nizzolo | Italie | Trek Factory Racing | 225    |
| 3 | Elia Viviani    | Italie | Cannondale          | 173    |

### Classement du meilleur grimpeur
|   | Cycliste         | Pays     | Équipe              | Points |
| - | ---------------- | -------- | ------------------- | ------ |
| 1 | Julián Arredondo | Colombie | Trek Factory Racing | 75     |
| 2 | Tim Wellens      | Belgique | Lotto-Belisol       | 57     |
| 3 | Diego Ulissi     | Italie   | Lampre-Merida       | 39     |

### Classement du meilleur jeune
|   | Cycliste        | Pays     | Équipe       |    | Temps            |
| - | --------------- | -------- | ------------ | -- | ---------------- |
| 1 | Rafał Majka     | Pologne  | Tinkoff-Saxo | en | 57 h 54 min 26 s |
| 2 | Wilco Kelderman | Pays-Bas | Belkin       | +  | 58 s             |
| 3 | Nairo Quintana  | Colombie | Movistar     |    | 1 min 29 s       |

### Classements par équipes

#### Classement aux temps
|   | Équipe                  | Pays       |    | Temps             |
| - | ----------------------- | ---------- | -- | ----------------- |
| 1 | Omega Pharma-Quick Step | Belgique   | en | 172 h 57 min 49 s |
| 2 | AG2R La Mondiale        | France     | +  | 4 min 47 s        |
| 3 | BMC Racing              | États-Unis |    | 15 min 15 s       |

#### Classement aux points
|   | Équipe                  | Pays     | Points |
| - | ----------------------- | -------- | ------ |
| 1 | Lampre-Merida           | Italie   | 244    |
| 2 | Giant-Shimano           | Pays-Bas | 204    |
| 3 | Omega Pharma-Quick Step | Belgique | 202    |

### Autres classements
|   | Cycliste       | Pays   | Équipe                       | Points |
| - | -------------- | ------ | ---------------------------- | ------ |
| 1 | Marco Bandiera | Italie | Androni Giocattoli-Venezuela | 32     |
| 2 | Andrea Fedi    | Italie | Neri Sottoli                 | 26     |
| 2 | Elia Viviani   | Italie | Cannondale                   | 19     |

|   | Cycliste        | Pays   | Équipe              | Points |
| - | --------------- | ------ | ------------------- | ------ |
| 1 | Nacer Bouhanni  | France | FDJ.fr              | 28     |
| 2 | Diego Ulissi    | Italie | Lampre-Merida       | 25     |
| 3 | Giacomo Nizzolo | Italie | Trek Factory Racing | 25     |

|   | Cycliste        | Pays   | Équipe              | Points |
| - | --------------- | ------ | ------------------- | ------ |
| 1 | Nacer Bouhanni  | France | FDJ.fr              | 14     |
| 2 | Diego Ulissi    | Italie | Lampre-Merida       | 10     |
| 3 | Giacomo Nizzolo | Italie | Trek Factory Racing | 7      |

|   | Cycliste           | Pays     | Équipe                       | Points |
| - | ------------------ | -------- | ---------------------------- | ------ |
| 1 | Andrea Fedi        | Italie   | Neri Sottoli                 | 608    |
| 2 | Marco Bandiera     | Italie   | Androni Giocattoli-Venezuela | 504    |
| 3 | Maarten Tjallingii | Pays-Bas | Belkin                       | 391    |

| \| \| Cycliste \| Pays \| Équipe \| Points \| \| - \| ---------------- \| ------ \| ------------- \| ------ \| \| 1 \| Nacer Bouhanni \| France \| FDJ.fr \| 14 \| \| 2 \| Diego Ulissi \| Italie \| Lampre-Merida \| 12 \| \| 3 \| Enrico Battaglin \| Italie \| Bardiani CSF \| 8 \| |                  |        |               |        |
| | Cycliste         | Pays   | Équipe        | Points |
| 1 | Nacer Bouhanni   | France | FDJ.fr        | 14     |
| 2 | Diego Ulissi     | Italie | Lampre-Merida | 12     |
| 3 | Enrico Battaglin | Italie | Bardiani CSF  | 8      |

## Abandons
- Manuel Belletti (Androni Giocattoli-Venezuela) : non-partant
- Kanstantsin Siutsou (Sky) : abandon
- Dennis Vanendert (Lotto-Belisol) : non-partant
- Pieter Weening (Orica-GreenEDGE) : abandon